# Ischnothele garcia
Ischnothele garcia är en spindelart som beskrevs av Coyle 1995. Ischnothele garcia ingår i släktet Ischnothele och familjen Dipluridae. Inga underarter finns listade i Catalogue of Life.